# Cantons de la Viena
Els Cantons de la Viena són 38 i s'agrupen en 3 districtes:
- Districte de Châtellerault (12 cantons - sotsprefectura: Châtellerault) :
cantó de Châtellerault-Nord - cantó de Châtellerault-Oest - cantó de Châtellerault-Sud - cantó de Dangé-Saint-Romain - cantó de Lencloître - cantó de Loudun - cantó de Moncontour (Viena) - cantó de Monts-sur-Guesnes - cantó de Pleumartin - cantó de Saint-Gervais-les-Trois-Clochers - cantó de Les Trois-Moutiers - cantó de Vouneuil-sur-Vienne

- Districte de Montmorillon (11 cantons - sotsprefectura: Montmorillon) :
cantó d'Avalhas Lemosina - cantó de Charroux - cantó de Chauvigny - cantó de Civray - cantó de Couhé - cantó de Gençay - cantó de L'Isle-Jourdain (Viena) - cantó de Lussac-les-Châteaux - cantó de Montmorillon - cantó de Saint-Savin (Viena) - cantó de La Trimouille

- Districte de Poitiers (15 cantons - prefectura: Poitiers) :
cantó de Lusignan - cantó de Mirebeau - cantó de Neuville-de-Poitou - cantó de Poitiers-1 - cantó de Poitiers-2 - cantó de Poitiers-3 - cantó de Poitiers-4 - cantó de Poitiers-5 - cantó de Poitiers-6 - cantó de Poitiers-7 - cantó de Saint-Georges-lès-Baillargeaux - cantó de Saint-Julien-l'Ars - cantó de La Villedieu-du-Clain - cantó de Vivonne - cantó de Vouillé